# Ayria appendiculata
Ayria appendiculata är en svampart som beskrevs av Fryar & K.D. Hyde 2004. Ayria appendiculata ingår i släktet Ayria och familjen Annulatascaceae. Inga underarter finns listade i Catalogue of Life.